# Partido Nacional Socialista Obrero de Chile
El Partido Nacional Socialista Obrero de Chile (PNSO) fue un movimiento de carácter neonazi existente en Chile entre 1962 y 1970.

## Historia
Fue fundado en 1962 por Franz Pfeiffer Richter —autoproclamado «comandante» de la agrupación— a semejanza ideológica y estética del Partido Nacional Socialista Obrero Alemán (NSDAP). El grupo se unió a la Unión Mundial de Nacional Socialistas.
Entre las actividades de la agrupación, estuvo la organización de un concurso de belleza llamado «Miss Belleza Nazi» y el intento por establecer la rama chilena del Ku Klux Klan. También publicó el periódico Cruz Gamada entre septiembre de 1964 y diciembre de 1965. Se disolvió en 1970, y varios de sus miembros pasaron al Frente Nacionalista Patria y Libertad (FNPL).
Pfeiffer intentó refundar el partido en 1983 a raíz de una ola de protestas en contra de la dictadura militar de Augusto Pinochet, sin éxito.
En una declaración del PNSO de 1999 concideraron a Patria Nueva Sociedad como su sucesor.